# Tony Granato
Anthony Lewis "Tony" Granato, född 25 juli 1964 i Downers Grove, Illinois, USA, är en amerikansk före detta professionell ishockeyspelare, och tränare sedan 18 december 2002. Granato spelade för New York Rangers, Los Angeles Kings och San Jose Sharks i NHL mellan 1988 och 2001.
Tony Granato tilldelades trofén Bill Masterton Memorial Trophy 1997.
Han har en lillasyster, Cammi Granato, som också är ishockeyspelare.